# Useldange
Useldange (luxembourgsk: Useldeng, tysk: Useldingen) er en kommune og et byområde i Luxembourg. Kommunen, som har et areal på 23,92 km², ligger i kantonen Redange i distriktet Diekirch. I 2005 havde kommunen 1.313 indbyggere. 
49°46′N 5°59′Ø / 49.767°N 5.983°Ø